# Мебибит
Мебибит се користи као јединица мере података у рачунарству и износи 1.048.576 (220) бита (1024 кибибита).